# Puerta de Alarcones
La Puerta de los Alarcones es una puerta de la ciudad española de Toledo.

## Descripción
Está ubicado en la ciudad española de Toledo, capital de la provincia homónima, en Castilla-La Mancha. Se encuentra al norte del casco histórico, a continuación de la Puerta del Sol. En el pasado se habría llamado puerta de Perpiñán, puerta de la Herrería o puerta de Madrid.
Fue declarada monumento nacional junto a otras puertas, torres, murallas y puentes de la ciudad el 21 de diciembre de 1921, mediante una real orden publicada de 25 de ese mismo mes en la Gaceta de Madrid, con la rúbrica de César Silió. En la actualidad cuenta con el estatus de Bien de Interés Cultural.